# Proshizonotus migneti
Proshizonotus migneti is een vliesvleugelig insect uit de familie Pteromalidae. De wetenschappelijke naam is voor het eerst geldig gepubliceerd in 1935 door Girault.